# Steinbruch Kallenberg

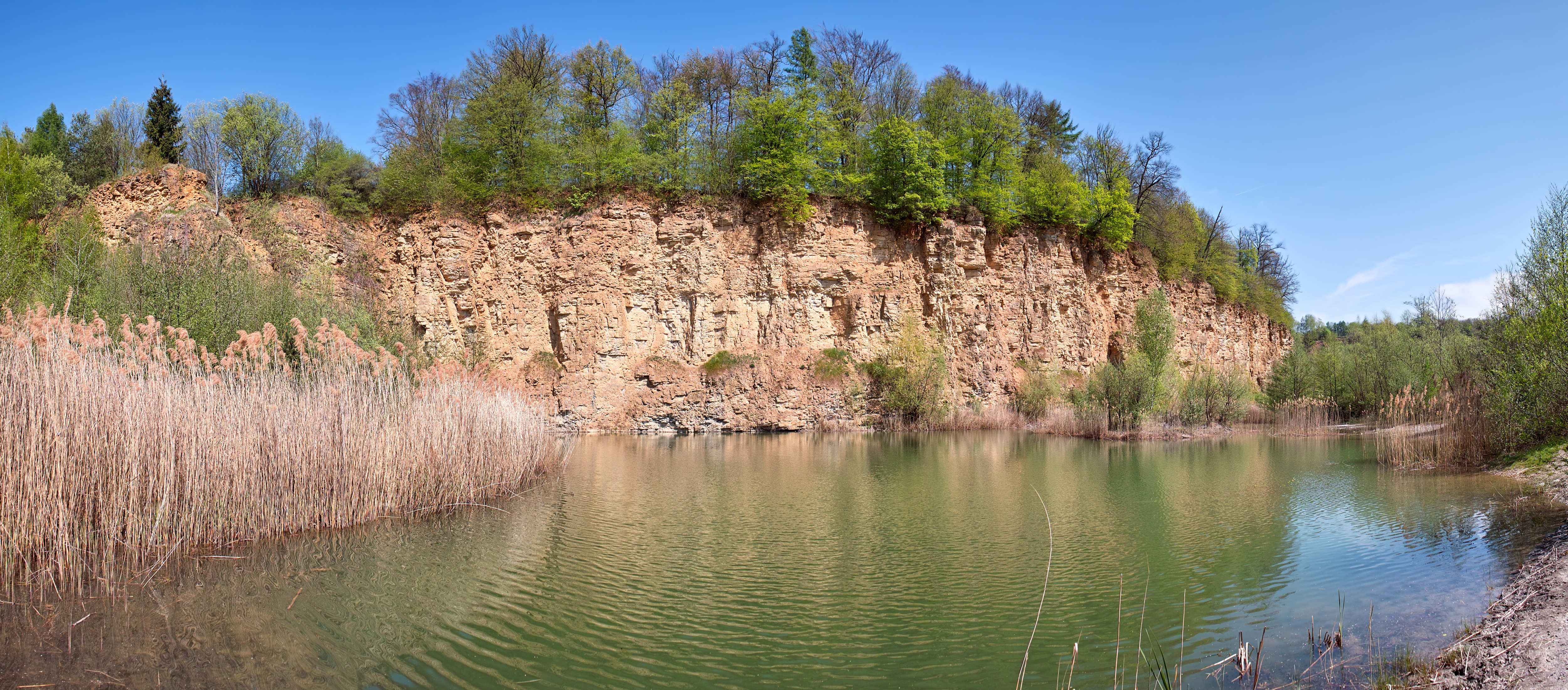
Stillgelegter, renaturierter Muschelkalksteinbruch Kallenberg

Der Kallenberg ist ein Bergrücken im Kraichgau auf der Gemarkungsfläche der Gemeinde Eschelbronn im Rhein-Neckar-Kreis in Baden-Württemberg. Auf ihm liegt ein aufgelassenes Steinbruch-Gelände, das seit 1989 zusammen mit einem alten Weinbauhang als Naturschutzgebiet Kallenberg und Kaiserberg ausgewiesen ist.

## Lage

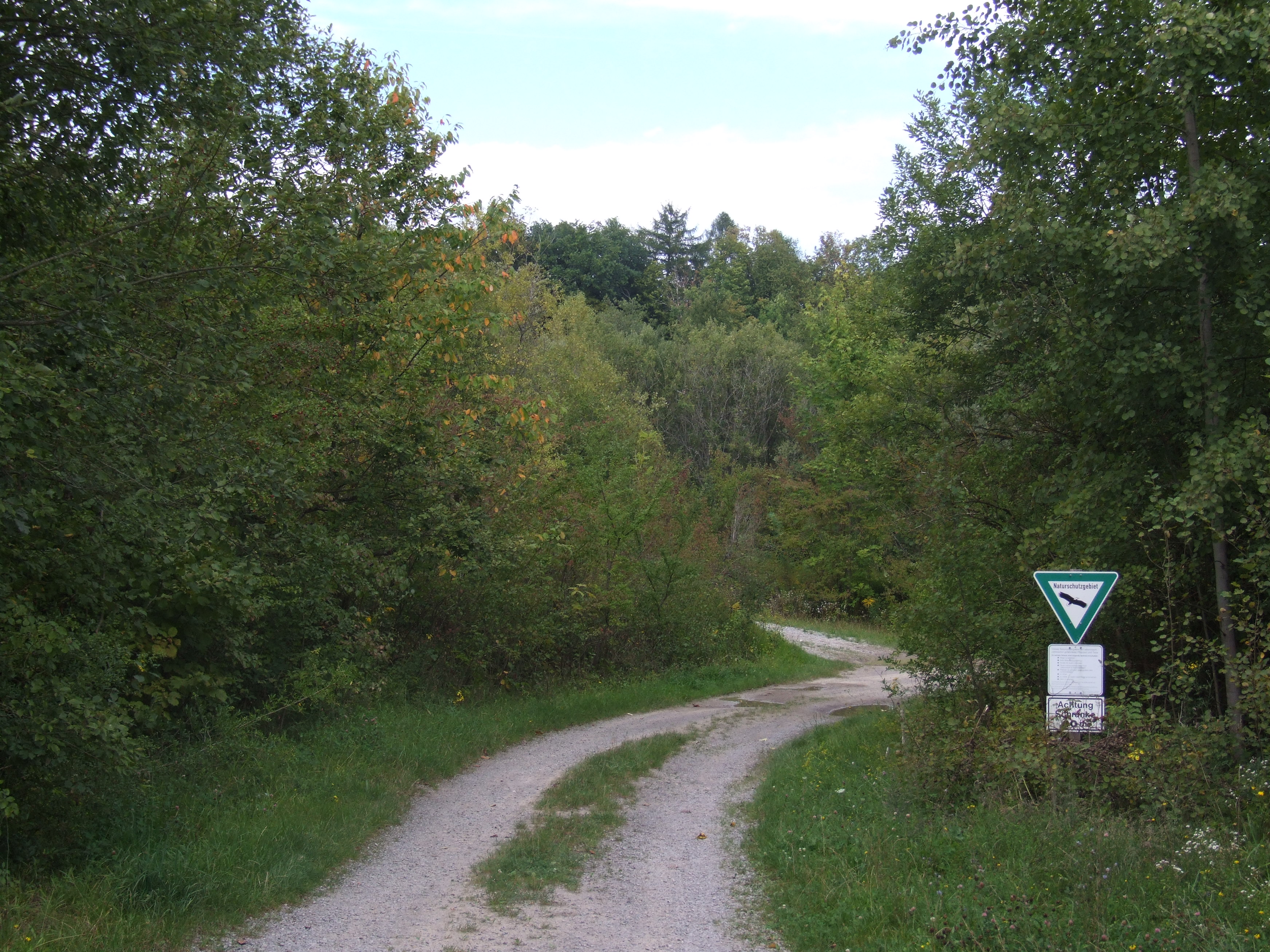
Naturschutzgebiet Kallenberg, Zugang

Der Kallenberg ist ein nach Westen auslaufender Mündungssporn über dem Zulauf des von Nordosten nahenden Epfenbachs, der hier gegenüber dem alten Ortskern des Dorfes Eschelbronn in den von Südosten heranfließenden Schwarzbach mündet. Der natürliche Bergkamm liegt bis etwa 70 m über den beidseitigen Bachgründen.
Das räumlich getrennte Naturschutzgebiet Kallenberg und Kaiserberg mit der Nummer 2.120 hat eine Fläche von 42 Hektar, deren größeren Teil der alte Steinbruch und anliegende Gebiete einnehmen, während der kleinere alte Weinbergflächen umfasst, die sich zwischen den Gemarkungen  Wengertsberg und Kaiserberg am Südhang über dem Schwarzbach erstrecken. 91,33 Prozent der als Naturschutzgebiet ausgewiesenen Fläche befinden sich auf Eschelbronner und 8,67 Prozent auf Neidensteiner Gemarkung.

## Geschichte

### Abbau von Bleierz im 18. Jahrhundert
Am 28. August 1771 erhielt der Eschelbronner Einwohner Johann Conrad Scholl von dem kurpfälzischen Landesherrn eine Schürfgenehmigung und konnte auf dem Gelände Bleierz gewinnen. Er bekam außerdem auf Antrag vom 5. Februar 1773 das Gelände mit einer Größe von 200 × 100 Lachtern als Erblehen von dem damaligen Pfalzgrafen Karl Theodor übertragen und förderte bis April des gleichen Jahres etwa 200 Zentner. Die Grube benannte er nach dem Pfalzgrafen „Karlsglück“. Allerdings kam es bei den Abbauarbeiten zu einem Unglück, bei dem ein Mitarbeiter tödlich verunglückte. Nach dem Tod des Grubenbetreibers Scholl im Jahr 1775 wurde das verschuldete Bergwerk zunächst stillgelegt und später von seinem Schwiegersohn Johann Alexander Dederlein übernommen, fortan „Alexanderglück“ genannte, und jedoch wegen geringer Rentabilität und auf Druck der Einwohner Eschelbronns im Laufe der folgenden Jahre stillgelegt. Nach dem Grubenbericht vom 6. März 1777 stand das Bergwerk unter Wasser und verwitterte.
Mit einer Schurfgenehmigung vom 30. September 1779 versuchte sich ein weiterer Bergmann namens Flicker an Grabungen in einer Grube auf dem Kallenberg, die jedoch nach dem letzten Grubenbericht von Oktober 1783 ebenfalls wegen mangelhafter Ergiebigkeit wieder beendet wurden.
Im 17. Jahrhundert wurde am Kallenberg erfolglos nach Galenit gesucht. Am Südhang befanden sich Weingärten.

### Gesteinsabbau zum Bau der Eisenbahnlinie und Biotopentwicklung

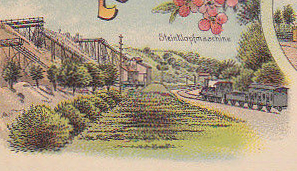
Steinklopfmaschine gegenüber dem Eschelbronner Bahnhof

1861 begann am Südwesthang der Abbau von Muschelkalk zum Bau der Eisenbahnlinie der Odenwaldbahn. Nach einer Genehmigung von 1888 konnten die Arbeiten mit Hilfe einer Wasserdampfbetriebenen Maschine unterstützt werden. 1891 lieferte der Betrieb Steine an die Mannheimer Zementfabrik und Schotter an die Eisenbahnverwaltung. Gegenüber dem Bahnhof befand sich eine Steinklopfmaschine, um das gebrochene Gestein auf die gewünschte Größe zu brechen und eine Verladestation. Das Gestein wurde mit einer Feldbahn zu den Fülltrichtern gefahren, unter denen sich die zu beladenden Eisenbahnwagen befanden.
Während der Zeit des Nationalsozialismus nutzte die Hitlerjugend den Kallenberg als Zeltlagerplatz. Der Gesteinsabbau wurde 1978 eingestellt und hinterließ eine Steinbruchbrache von 9,79 Hektar Fläche mit einem bis zu 30 Meter tiefen Felshang. In der Grube sammelte sich Wasser zum Kallenbergsee, der sich zu einem Sekundärbiotop entwickelte. Dieser wurde befischt und von Mannheimer Sporttauchern gereinigt. Es entstand in der Folge sowohl ein Feucht- als auch ein Trockenbiotop.
Die Gemeinde Eschelbronn übernahm das Gelände 1984 für 500.000 Mark. Durch den Kauf, der von der Stiftung Naturschutzfonds Baden-Württemberg mit 120.000 Mark und von dem Naturpark Neckartal-Odenwald mit 80.000 Mark gefördert wurde, konnte die größte Population von Gelbbauchunken in Südwestdeutschland gerettet werden. Die Tiere hatten mehrere Tümpel auf der Sohle besiedelt und waren unter dem Vorbesitzer, der Rekultivierungsmaßnahmen unterlassen und auf dem Gelände Motocross-Veranstaltungen des MSC Mauer abgehalten hatte, bedroht gewesen. Zudem konnte die in der Epfenbachaue unterhalb einer kleinen Seitenklinge vom Berg her entspringende Hetzenlochquelle für die Wasserversorgung der Ortschaft erschlossen werden.

## Schutzgebiete
Im April 1985 wurde ein 4,87 Hektar großes Areal als flächenhaftes Naturdenkmal ausgewiesen. Am 6. September 1989 wurde die Fläche auf 39,6 Hektar erweitert und unter dem Namen Kallenberg und Kaiserberg zum Naturschutzgebiet erklärt. Das NSG ist Teil des 4.943 Hektar großen FFH-Gebiets Nr. 6718-311 Nördlicher Kraichgau.
Der Ortsverband des BUND stellte später die Pflege des Naturschutzgebiets ein. Naturschützer beklagten im Jahr 2014, dass sich weder die Gemeinde, noch die Naturschutzbehörde für das Areal zuständig fühle und ein nachlässiger Umgang von Besuchern dem Geotop schaden würde. Seit August 2021 ist die Schutzgebietsfläche durch das Regierungspräsidium Karlsruhe für Besucher vollständig gesperrt. Die Verstöße hatten in der Vergangenheit ein nicht mehr tragbares Ausmaß erreicht.

## Tier- und Pflanzenwelt

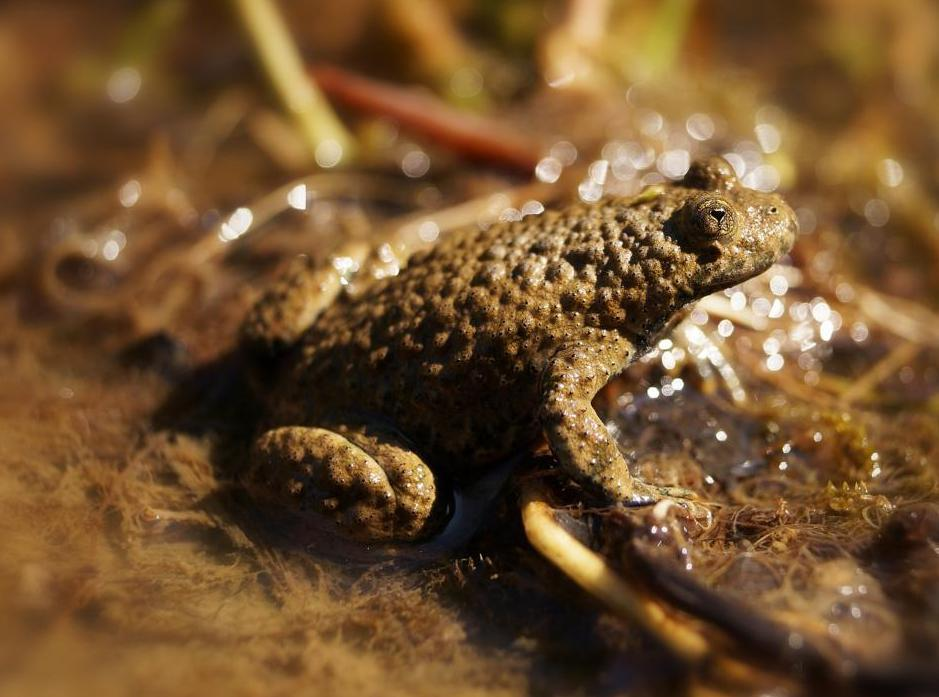
Gelbbauchunke (Bombina variegata), NSG Kallenberg

Im Kallenbergsee sind Rotaugen, Rotfedern und Große Flussmuscheln heimisch. Grasfrösche und Erdkröten laichen im Frühjahr am Ufer. Weiter finden Gelbbauchunken, Bergmolche, Teichmolche und Wechselkröten einen Lebensraum am Kallenbergsee.
An erwähnenswerten Schmetterlingsarten finden sich Schwalbenschwanz, Argus-Bläuling und Kleiner Feuerfalter. Die feuchten und nährstoffreichen Böden begünstigen den Wuchs des Pfennigkrauts, von den zahlreichen Tümpeln fühlen sich zahlreiche Libellen angezogen.